# Nārnaund
Nārnaund är en ort i Indien.   Den ligger i distriktet Hisar och delstaten Haryana, i den norra delen av landet, 120 km nordväst om huvudstaden New Delhi. Nārnaund ligger 230 meter över havet och antalet invånare är 16 299.
Terrängen runt Nārnaund är mycket platt. Runt Nārnaund är det tätbefolkat, med 369 invånare per kvadratkilometer. Närmaste större samhälle är Jind, 19,8 km nordost om Nārnaund. Trakten runt Nārnaund består till största delen av jordbruksmark.